# Cremisi
Il cremisi (AFI: /ˈkrɛmizi/ o chermisi) è una tonalità di rosso luminosa e chiara che, contenendo alcune componenti di blu, tende lievemente al porpora.

## Etimologia
Il nome arriva dall'arabo قرمز‎, qirmiz, che deriva a sua volta dal sanscrito कृमिज (kr̥mija) − "prodotto da insetti", tramite il latino medievale cremesinus o carmesinus, usato per indicare gli insetti Kermes vermilio, dai quali veniva estratto l'acido carminico usato come colorante. Da notare che in arabo il sostantivo al qirmiz indica appunto la cocciniglia. Da qui anche i nomi rosso carminio e il liquore Alchermes che annovera tra gli ingredienti la cocciniglia che ne determina anche il colore.